# Африка (поэма)
«Африка» (лат. Africa) — поэма итальянского поэта Франческо Петрарки на латинском языке. Петрарка считал её главным своим произведением, работал над ней с 1338/39 года до самой смерти, но так и не закончил. Поэма рассказывает об африканском походе Публия Корнелия Сципиона во время Второй Пунической войны. Образцом для неё послужила «Энеида» Вергилия.